# Pero Real
Pero Real es una variedad cultivar de manzano (Malus domestica) Esta manzana está cultivada tradicionalmente en la sierra norte de Madrid Comarca Lozoya Somosierra, en La Hiruela, Sierra del Rincón. Se está cultivando en el vivero de "La Troje" "Asociación sembrando raíces, cultivando biodiversidad", donde cultivan variedades frutícolas y hortícolas de la herencia para su conservación y recuperación de su cultivo. Así mismo está cultivado en el IMIDRA- Banco de Germoplasma de Variedades Tradicionales de Frutales de la Comunidad de Madrid (Finca La Isla).

## Sinónimos
- “Manzana Pero Real“.[5][6]

## Historia
Sólo aparece en La Hiruela, en Bustarviejo y en Valdemanco. Esta distribución coincide con la de la Manzana Pepita, por lo que es probable que se llevaran estas variedades desde La Hiruela a Valdemanco y Bustarviejo (ver ficha de "Manzana pepita"). Era una variedad poco abundante en los tres pueblos, “Reales había muy pocos, yo conocí uno o dos” (Ángel Serrano, La Hiruela).
En la Sierra Norte de Madrid está arraigado su cultivo; en La Hiruela Sierra del Rincón llevan cultivándose más de un siglo. La variedad está casi totalmente abandonada, sólo localizamos un ejemplar en La Hiruela y dos en Bustarviejo, son valoradas por madurar pronto, de sabor peor que los peros de Aragón, las reinetas o las de chapa “a la gente le gustan menos que las de chapa, por eso se han abandonado” (Alberto, Bustarviejo).

## Características
Hojas similares al reineto pero más pequeñas. Fenología: Maduran desde finales de agosto hasta octubre.
El manzano de la variedad 'Pero Real' tiene un vigor elevado; la floración es más tardía que el Pero de Aragón, pero más temprana que el Manzano Rojo. La maduración del fruto es temprana, se puede comer cuando se cosecha, desde finales de agosto hasta octubre.
La variedad de manzana 'Pero Real' tiene un fruto de tamaño pequeño a mediano; forma achatada aplastada, similar a reineta; piel lisa, y color de fondo verde, con sobre color de estrías lavado naranja. Sabor ácido poco intenso: “Más insípidos y un poquito más broncos” (Ángel Serrano, La Hiruela). Textura muy blanda.
Carne blanco-crema de textura muy blanda, y sabor ácido poco intenso, textura. Se conserva varios meses, aunque “no aguanta el invierno” como otras variedades. También se hacían conservas de manzana cocida en compota.

## Cultivo
Se injertan de púa sobre "maíllos" que se traen "del monte" y "manzanos nacedizos". Los patrones se suelen trasplantar entre noviembre y marzo y se injertan al año siguiente, aunque en algunos casos se realiza el injerto ese mismo invierno. Los patrones se trasplantaban en un hoyo muy hondo “hasta la altura de la faja” (aprox. 1 m). Se debe hacer el hoyo en otoño, porque durante todo el invierno "se cría una babilla de tierra fina en el hoyo" que es beneficiosa para el árbol. Los injertos se deben hacer en febrero o marzo, “cuando se empieza a mover la savia, a despegarse la corteza”. Las púas se solían recoger de frutales más atrasados que el patrón, ya que “la puga tiene que tener menos savia que el patrón, para que no se seque”.